# エンタマン
『エンタマン』は、TBSラジオで2009年4月6日から2012年9月29日まで放送された、主にTBSが主催・後援するイベントの情報を扱う情報番組である。

## 放送時間
時間は日本標準時(JST)。
- 毎週月曜日夜9時 - 10時（2009年4月6日 - 2010年9月20日）
- 毎週月曜日夜9時 - 9時30分（2010年10月4日 - 2011年1月24日）
- 毎週火 - 金曜日夜9時50分 - 10時（2011年2月 - 3月10日）
前放送枠において「角田信朗 〜傾いて候〜 よっしゃあ!」開始に伴う時間変更。2011年3月11日から4月1日まで東日本大震災（東北地方太平洋沖地震）の影響で番組を休止。
- 毎週日曜日夜9時‐9時30分（2011年4月10日 - 10月2日)
- 毎週金曜日夜7時30分‐8時（2011年10月7日 - 12月16日）
- 毎週土曜日夜9時‐9時30分（2012年1月7日 - 9月29日）

## パーソナリティ
- 高野貴裕（TBSアナウンサー）（2009年4月6日 - 2011年3月10日）
- 斉藤リョーツ（2011年4月10日 - 2012年9月29日）

## コーナー
- キャナァーリ倶楽部〜以心伝心〜（ - 2010年9月20日）